# Riedholz
Riedholz är en ort och kommun i distriktet Lebern i kantonen Solothurn, Schweiz. Kommunen har 2 313 invånare (2023).
Kommunen består förutom huvudorten Riedholz även av Niederwil. Niederwil var tidigare en egen kommun, men inkorporerades 1 januari 2011 i Riedholz.